# Un ballo in maschera

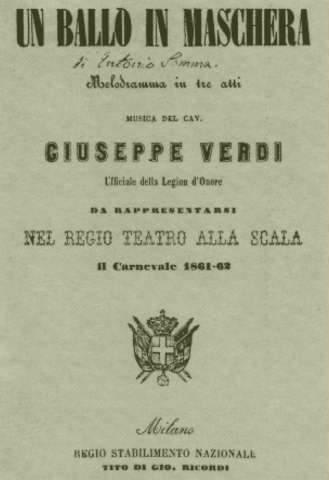

Un ballo in maschera (tiếng Việt: Một vũ hội hóa trang) là vở opera 3 màn của nhà soạn nhạc tài năng người Ý Giuseppe Verdi. Người viết lời cho tác phẩm là Antonio Somma. Somma đã viết lời dựa trên lời mà Eugène Scribe soạn cho vở opera Gustav III hoặc Vũ hội hóa trang của nhà soạn nhạc người Pháp Daniel Auber. Cốt truyện trong vở opera dựa vào vụ ám sát vua Thụy Điển Gustav III vào năm 1792. Sở kiểm duyệt thành phố Naples cấm đưa chuyện giết vua lên sân khấu nên yêu cầu Verdi chuyển âm nhạc của ông sang một kịch bản khác nhưng ông từ chối. Thành phố Rome đồng ý đưa vở oepra lên sân khấu nếu địa phương xảy ra câu chuyện ngoài châu Âu. Do đó, cả Verdi và Somma phải chuyển sang Boston, Massachusetts thời kỳ trước Cách mạng Mỹ. Vở opera của Verdi được trình diễn lần đầu tiên tại Rome vào năm 1859, sau đó là London vào năm 1861 và New York vào năm 1869.

## Âm thanh
| Vở opera Un ballo in maschera của Verdi, khúc È scherzo od è follia, do Enrico Caruso thể hiện |  |
|                                                                                                |  |
|                                                                                                |  |